# 120 (число)
120 (сто двадцать) — натуральное число, расположенное между числами 119 и 121. Оно не является простым числом, а относительно последовательности простых чисел расположено между 113 и 127.

## В математике
- 120 — является чётным составным[2] трёхзначным числом.
- 8-е тетраэдральное число. ↓84, ↑165
- 15-е треугольное число. ↓105, ↑136
- Факториал числа 5. ↓24, ↑720
- 120 — наименьшее число, которое можно представить в виде суммы двух простых чисел 12-ю различными способами, с точностью до порядка слагаемых (7+113, 11+109, 13+107, 17+103, 19+101, 23+97, 31+89, 37+83, 41+79, 47+73, 53+67, 59+61). Оно же является наименьшим числом, для которого существует по крайней мере 11 таких способов. ↓114, ↑168
- Сумма цифр числа 120 — 3
- Произведение цифр этого числа — 0
- Квадрат числа 120 — 14 400
- Куб числа 120 — 1 728 000
- 1+2+3+4+5+6+7+8+9+10+11+12+13+14+15 = 120
- 120 — злое число
- 120 — избыточное число

## В других областях
- ASCII — код символа «x».
- 120 см — наружный диаметр ствола Царь-пушки.
- 120 — номер телефона скорой помощи в КНР
- Количество официальных слов в языке Токипона (первоначально 118, ещё два были добавлены позже).
- «Сто двадцать дней» (Les Cent-vingt jours; 1799; русский перевод СПб., 1806) — популярный в своё время роман француза Пиго-Лебрена.